# Boodle Boodle Boodle
Boodle Boodle Boodle è un extended play del gruppo musicale The Clean pubblicato in Nuova Zelanda nel 1981. Come il precedente singolo Tally Ho, anche i brani di questo disco vennero registrati a casa di Chris Knox dei Tall Dwarfs che realizzò anche il disegno della copertina tratto da una foto promozionale del gruppo.  Tutti i brani dell'EP tranne "Thumbs Off" vennero poi pubblicati su compact disc come parte dell'album Compilation e, tutti e cinque, nella compilation Anthology.

## Tracce
Lato A
1. Billy Two – 2:20 (Hamish e David Kilgour, Robert Scott)
2. Thumbs Off – 3:00 (Hamish e David Kilgour, Robert Scott)
3. Anything Could Happen – 2:38 (Hamish e David Kilgour, Robert Scott)

Lato B
1. Sad Eyed Lady – 3:04 (Hamish e David Kilgour, Robert Scott)
2. Point That Thing Somewhere Else – 5:30 (Hamish e David Kilgour, Peter Gutteridge)